# Pokémon
Vous lisez un « bon article » labellisé en 2008.
Pokémon (prononcé [pɔ.ke.mɔn], connue au Japon sous le nom de Pocket Monsters) est une franchise créée par Satoshi Tajiri en 1995, présente en particulier en jeu vidéo, dans des séries éditées par Nintendo. Selon les statistiques de Nintendo en 2010, les jeux Pokémon se sont vendus à environ 250 millions d’unités. Le jeu vidéo Pokémon Rouge et Bleu s’est vendu à plus de 30 millions d’exemplaires, ce qui en fait un record des ventes dans l’histoire du jeu vidéo.
La franchise est également déclinée sous forme d'anime, de mangas, et de jeux de cartes à collectionner. Dans la série animée homonyme, le personnage principal, Sacha, voyage à travers diverses régions fictives dans le but d’attraper de nouvelles sortes de monstres éponymes, un concept qu’on retrouve également dans les jeux vidéo de la franchise. Pokémon a eu un impact culturel très important dans les pays où il a été introduit, dont le Japon, les États-Unis, le Canada, la France et d'autres pays européens.

## Nom
Le nom Pokémon est issu de la contraction du nom japonais de la franchise ポケットモンスター (Poketto monsutā) qui est une transcription phonétique de l'anglais « Pocket Monsters »,. Le terme Pokémon, en plus de référer à la franchise Pokémon, réfère aussi collectivement aux 1025 espèces fictionnelles réparties en neuf générations Pokémon. En anglais Pokémon est identique au singulier et au pluriel ; il est grammaticalement correct de dire un Pokémon et des Pokémon.

## Concept

### Description

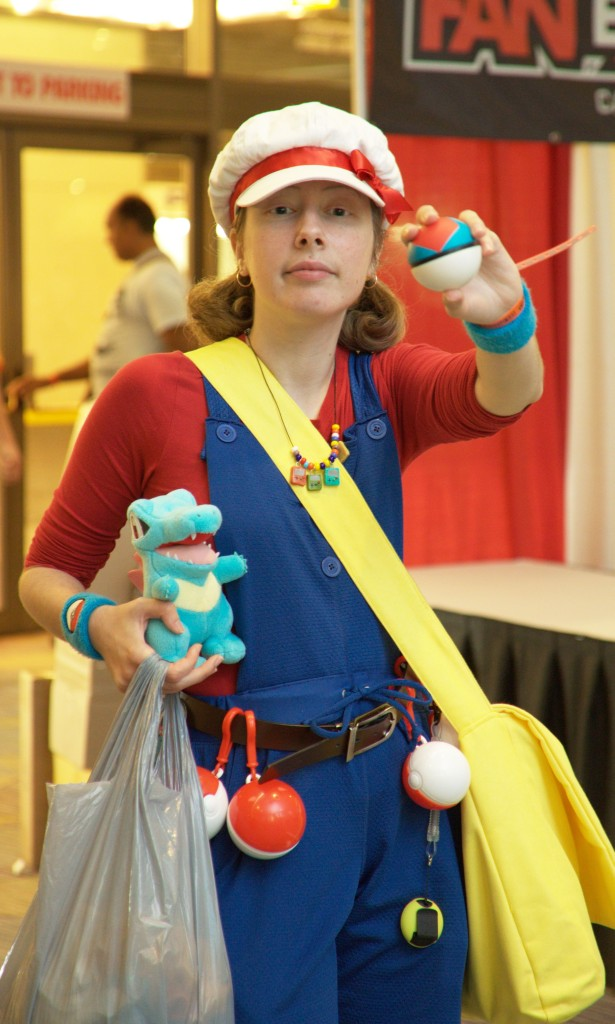
Cosplay de la dresseuse Célesta qui tient une peluche de Kaiminus, des Poké Balls à sa ceinture et une Appât Ball à la main.

Dans l'univers des Pokémon, les animaux du monde réel n'existent pas (ou très peu). Le monde est peuplé de Pokémon, des créatures qui vivent en harmonie avec les humains, mais possèdent des aptitudes quasiment impossibles pour des animaux du monde réel, telles que cracher du feu, comme Dracaufeu, ou encore générer de grandes quantités d'électricité, comme Magnéti. Chaque sorte de Pokémon possède un nom, qui peut à la fois être utilisé pour parler de Pokémon individuels ou de l'ensemble des Pokémon de la même sorte. Certains Pokémon dits « légendaires » sont les seuls représentants de leur sorte et dans les jeux récents sont des entités incarnant une puissance naturelle. Dans la série animée, les Pokémon ne peuvent prononcer en règle générale que leur nom, mais il existe quelques cas rares où des Pokémon ont appris un langage humain comme le fameux Miaouss de la Team Rocket,,. Des humains utilisent ces aptitudes dans leurs activités professionnelles : ainsi les Caninos de l'Agent Jenny l'aident à poursuivre les criminels.
Certains dressent les Pokémon pour organiser des combats entre eux, transportant généralement les Pokémon dans des Poké Balls, des balles compactes où un Pokémon peut être contenu car, ils peuvent devenir minuscule,,. Ces dresseurs Pokémon voyagent à travers le monde dans le but d'attraper le plus grand nombre de Pokémon, puis éventuellement devenir Maître Pokémon, un titre donné au dresseur ayant battu le maître de la ligue. Certains dresseurs enregistrent les informations des Pokémon qu'ils ont capturés ou observés dans leurs Pokédex, un appareil électronique qui répertorie et affiche les informations sur les différents Pokémon. À partir de l'âge de dix ans, il est possible de commencer son apprentissage de dresseur en recevant une licence de la Ligue Pokémon. L'apprentissage consiste à partir capturer des Pokémon dans leurs habitats naturels, puis à les entrainer au combat.
Les matchs Pokémon consistent en combats entre les Pokémon de deux dresseurs, et se terminent quand tous les Pokémon de l'un d'entre eux sont KO. La mort des Pokémon est donc évitée, et les Pokémon peuvent être soignés au Centre Pokémon, un bâtiment où les infirmières guérissent les Pokémon blessés,. Pour participer à des compétitions, les dresseurs peuvent se déplacer aux différentes Arènes Pokémon où un badge leur est offert s'ils sortent victorieux d'un match contre le champion d'arène. Après avoir gagné tous les badges de la région, un dresseur peut partir au siège de la Ligue Pokémon pour affronter quatre dresseurs d'élite, souvent appelés le « Conseil 4 ». Ce n'est qu'après avoir battu ces quatre dresseurs que le dresseur peut affronter le Maître de la Ligue.

### Types et évolution
Il existe dix-huit types (voir la liste ci-contre). Chaque Pokémon possède un ou deux types qui conditionnent la plupart de ses attaques et caractérisent ses forces et ses faiblesses vis-à-vis des autres types, organisées comme le pierre-papier-ciseaux pour équilibrer les combats. De nombreux Pokémon se transforment en une nouvelle sorte (ce phénomène est appelé une « évolution ») après avoir atteint un certain niveau d'expérience ou d'autres critères plus complexes (objets, échange, etc) ; cela leur donne souvent de meilleures statistiques de combat et parfois un nouveau type. En tout, un Pokémon de base peut évoluer au plus deux fois.
Quelques Pokémon peuvent évoluer de plusieurs manières différentes (l'archétype de ces Pokémon est Évoli).
Les types Acier et Ténèbres apparaissent dans la deuxième génération (Pokémon Or, Argent et Cristal), de même que le type Fée apparaît dans la sixième génération (Pokémon X et Y). Ils sont principalement attribués à des monstres propres à ces nouvelles générations, toutefois des Pokémon des générations antérieures se sont également vu attribuer ces types. Magnéti, créé dans la première génération en tant que type Électrique, est ainsi du double-type Électrique et Acier à partir de la deuxième génération.
Depuis l'apparition de la sixième génération, il existe un nouveau système d'évolution nommé "méga-évolution", décliné de deux manières différentes : la Primo-Résurgence (réservée à Kyogre et Groudon) et la méga-évolution classique. Cette dernière se réalise par l’intermédiaire d'une Gemme Sésame porté par le dresseur ainsi qu'une pierre portée par le Pokémon, dont le nom se compose de celui du Pokémon et du suffixe -ite (exemple : Braségalite pour Braségali).
Lors de la septième génération, c'est une autre forme d'évolution qui a fait son apparition, pouvant être assimilée au résultat d'une spéciation allopatrique. Ainsi, sur les îles d'Alola, on trouve des formes endémiques de certains Pokémon comme Noadkoko, appelées sobrement "formes régionales". Les "capacités Z" apparaissent également.
Lors de la huitième génération, un nouveau phénomène semblable à l’évolution fait son apparition : le phénomène Dynamax. Celui-ci ne se produit que dans la région de Galar. Il est dû à la présence d’Éthernatos, un Pokémon extraterrestre dont le pouvoir libère des particules de galarions dans les airs de la région, ce qui permet aux Pokémon de Galar de se dynamaxer.

## Historique

### Genèse
Pokémon est issu de l'imagination du développeur japonais Satoshi Tajiri. Celui-ci se serait inspiré de l'élevage de criquets qu'il faisait pendant son enfance,,. Ces insectes, destinés à concourir dans des courses, lui auraient donné la certitude que les criquets les plus vieux étaient plus expérimentés, gagnaient donc plus de courses et voyaient donc leur valeur vénale augmenter lors d'un échange.

### Première génération
- Vert, Rouge et Bleu
- Jaune
- Stadium
- Cycle 1 de la série

Les premiers jeux vidéo Pokémon, Pocket Monsters Vert et Rouge sortent sur Game Boy en 1996, exclusivement au Japon, sous le nom de Pocket Monsters (ポケットモンスター, Poketto Monsutā).
Ils deviennent rapidement très populaires au Japon, se vendant à plus de 10 millions d'exemplaires,.
Une série animée et un jeu de cartes à collectionner sont alors créés. C'est pendant cette période de succès local que la contraction Pokémon (venant de Poketto Monsutā) devient courante,.
Deux ans plus tard, les jeux Pokémon Rouge et Bleu sortent aux États-Unis, aux côtés de la série animée, diffusée sur le programme télévisé Kids' WB du CW Television Network, et une version du jeu de cartes à collectionner en anglais.
Les versions Rouge et Bleu se vendent très bien, battant tous les records de vente avec plus de 30 millions d'exemplaires.
La série, quant à elle, aide la chaîne de télévision à grimper dans les classements, au point que Warner Bros. Pictures sort un long métrage animé au cinéma l'année suivante, en 1999.
Avec 163 millions de dollars de recettes, Mewtwo Contre-Attaque est l'anime ayant eu le plus de succès au box-office.

### Deuxième génération
- Or et Argent
- Cristal
- Stadium 2
- Cycle 1 de la série

La sortie en 2000 de Pokémon Or et Argent marque le début de la deuxième génération. Ces deux nouvelles versions, sorties sur Game Boy Color, incorporent des nouveautés, comme une centaine de nouvelles variétés de Pokémon, une nouvelle carte, et un nouveau scénario.
Leur parution est précédée de la sortie du film Le pouvoir est en toi, qui rapporte 133 millions de dollars. En 2001, la série animée Pokémon reste la série télévisée préférée des enfants dont l'âge est compris entre deux et onze ans, et Kids’ WB est le programme télévisé no 1 des enfants,. Malgré le succès de l'anime et de la nouvelle génération de jeux, la franchise perd de la popularité, les films La voix de la forêt et Les Héros Pokémon ne rapportant qu'un million de dollars et 700 000 dollars, respectivement.

### Troisième génération
- Rubis et Saphir
- Émeraude
- Rouge Feu et Vert Feuille
- Colosseum et XD
- Cycle 2 de la série

La franchise freine donc sa production pendant les deux années suivantes, prenant le temps de développer de nouveaux jeux pour se réinventer. C'est en 2003 que sortent les versions Rubis et Saphir sur Game Boy Advance, avec de nouveaux concepts, comme celui des PokéBlocs, mais aussi une addition considérable de nouvelles espèces de Pokémon, la liste des espèces atteignant 386.
Ces deux jeux se vendent bien, occupant la seconde et troisième place des jeux vidéo les plus vendus en 2003.
Cette renaissance de la popularité de Pokémon ne se fait pas uniquement au niveau des jeux vidéo, mais également via le jeu de cartes à collectionner.
En effet, une organisation du nom de Pokémon Organized Play se forme en 2003 et organise des tournois nationaux qui ravivent la popularité du jeu de cartes.
La série animée se réinvente elle aussi, avec un nouveau cycle de saisons appelé Pokémon: Advanced, qui lui rend sa popularité perdue.
Cette période marque le retour de Pokémon en matière de popularité mais aussi en matière de production.
Cette troisième génération de jeux continue avec la sortie d'une dizaine de nouveaux jeux Pokémon sur Game Boy Advance comme sur GameCube.
En 2004, les versions Rouge Feu et Vert Feuille sortent.
Ces deux nouvelles versions ne marquent pas le début d'une nouvelle génération, étant des remakes des deux premières versions à être commercialisées partout dans le monde, Pokémon Rouge et Bleu.

### Quatrième génération
- Diamant et Perle
- Platine
- Or HeartGold et Argent SoulSilver
- Battle Revolution
- Cycle 3 de la série

La quatrième génération devra attendre 2006, l'année de sortie des versions Diamant et Perle sur Nintendo DS au Japon. La sortie européenne se fait presque un an plus tard, en juillet 2007.
Cette fois-ci, le nombre de sortes de Pokémon passe à 493, et les jeux bénéficient de la technologie de la Nintendo DS, qui dispose de deux écrans.
Pendant ce temps, la série animée entre dans un nouveau cycle, Pokémon Diamant et Perle, qui jouit d'une popularité correcte aux États-Unis, étant diffusée sur Cartoon Network. Pokémon Platine, qui est le troisième épisode de la génération Perle-Diamant sur Nintendo DS, sort le 13 septembre 2008 au Japon, le 22 mars 2009 aux États-Unis et le 22 mai 2009 en Europe,,,.
Lors de la sortie des versions Diamant et Perle, le nombre de Pokémon différents est de 493. On peut leur ajouter quelques variantes (souvent le nombre 497 est aussi annoncé, à cause des différentes formes de l'un d'eux), et quelques Pokémon qui n'ont pas été placés volontairement dans le jeu, mais apparaissent à cause de bugs (ces Pokémon n'apparaissent jamais dans les autres médias que les jeux). En 2009, les versions Pokémon Or HeartGold et Argent SoulSilver sortent, cette fois en tant que remakes des versions Pokémon Or et Argent, mais avec toutes les nouveautés issues des nouvelles générations, notamment techniques, ou au niveau du système de jeu.

### Cinquième génération
- Noir et Blanc
- Noir 2 et Blanc 2
- Cycle 4 de la série

En 2010, une cinquième génération de Pokémon arrive au Japon, puis l'année suivante en Amérique et en Europe avec la sortie des versions Noir et Blanc. Il existe désormais 649 Pokémon. Une fois de plus, les jeux sont un succès, et atteignent en Amérique un score de 1,4 million d'exemplaires vendus le premier jour de commercialisation. Ces versions sont les premières de la licence à connaitre une suite, constituée de Pokémon version Noire 2 et Pokémon version Blanche 2. Jusque-là, les jeux n'avaient connu que des versions complémentaires, dont le scénario différait peu des premières versions de la génération. Ces suites sortent le 23 juin 2012 au Japon, le 7 octobre 2012 aux États-Unis et le 12 octobre en Europe. Au Japon, 1,6 million d'exemplaires sont écoulés en deux jours.

### Sixième génération
- X et Y
- Rubis Oméga et Saphir Alpha
- Pokkén Tournament
- Cycle 5 de la série

Le 8 janvier 2013, Game Freak annonce l'arrivée d'une sixième génération avec les jeux Pokémon X et Y. L'histoire se passe à Kalos, une région inspirée de la France. Ces jeux sont les premiers à connaître la même date de sortie dans tous les pays du monde : le 12 octobre de la même année. Ils amènent deux grandes nouveautés : l'ajout du type fée et celui des méga-évolutions, qui modifient radicalement le déroulement des combats Pokémon. Avec 72 nouvelles créatures ajoutées pour cette édition, le nombre total de Pokémon atteint 721. Le 7 mai 2014, Nintendo annonce la sortie de Pokémon Rubis Oméga et Saphir Alpha pour novembre 2014. Ces jeux sont des remakes des versions Rubis et Saphir sorties en 2003. Les premières images du jeu ont été révélées à l'occasion du Nintendo Digital Event donné lors de l'E3 2014, le jeu reprend le moteur graphique de Pokémon X et Y.

### Septième génération
- Soleil et Lune
- Ultra-Soleil et Ultra-Lune
- Pokkén Tournament DX
- Let's Go, Pikachu et Let's Go, Évoli
- Cycle 6 de la série

La septième génération est annoncée le 26 février 2016, avec les jeux Pokémon Soleil et Pokémon Lune, qui sortent officiellement le 18 novembre 2016 dans le monde. Ils souffriront cependant d'un retard de cinq jours sur la date annoncée en Europe. L'histoire se passe à Alola, une région inspiré d'Hawaï. Dans cette saga, une nouvelle sorte de Pokémon fait son apparition : les formes d'Alola. D'anciens Pokémon de la première génération, comme Taupiqueur ou Tadmorv, obtiennent ainsi une nouvelle forme avec un type et des statistiques différents. 81 nouveaux Pokémon pour un total de 802. Le 6 juin 2017, Nintendo a annoncé les jeux Pokémon Ultra-Soleil et Pokémon Ultra-Lune. Ces versions sont sorties le 17 novembre 2017. Elles apportent 5 nouveaux Pokémon dans le Pokédex de la région d'Alola, de nouvelles fonctionnalités, ainsi qu'un scénario différent et surtout plus enrichi, complété d'un scénario post game mettant en scène le retour de la Team Rocket accompagnée des grands méchants des précédentes générations.
Ce sont également les deux dernières versions sur le support de la Nintendo 3DS.
Des adaptations de Pokémon Jaune sur Nintendo Switch, les jeux Pokémon Let's Go, Pikachu et Let's Go, Évoli, sortent mondialement le 16 novembre 2018.

### Huitième génération
- Épée et Bouclier
- Pokémon Diamant Étincelant et Perle Scintillante
- Légendes Pokémon : Arceus
- Cycle 7 de la série

La huitième génération est annoncée lors du Pokemon Direct du 27 février 2019, avec les jeux Pokémon Épée et Pokémon Bouclier, qui sont sortis mondialement le 15 novembre 2019 sur Nintendo Switch. Avec 16 millions d'exemplaires vendus dans le monde dans son premier trimestre de commercialisation, c'est le plus gros succès de la franchise depuis les deux premières générations.
À l'occasion d'un Pokémon Presents lié aux 25 ans de la licence Pokémon le 26 février 2021, sont annoncés les remakes de Pokémon Diamant et Perle, intitulés Pokémon Diamant Étincelant et Pokémon Perle Scintillante, développés par ILCA pour la Nintendo Switch. Ils sont mondialement sortis le 19 novembre 2021.
Le premier jeu en semi-monde ouvert de la franchise, Légendes Pokémon : Arceus, est sorti le 28 janvier 2022dans le monde entier.

### Neuvième génération
- Écarlate et Violet
- Légendes Pokémon : Z-A
- Cycle 8 de la série

La neuvième génération est annoncée le 27 février 2022 avec les jeux Pokémon Écarlate et Violet. Ces jeux sortent officiellement le 18 novembre 2022 partout dans le monde. Elle introduit deux nouveaux légendaires, Miraidon et Koraidon, ainsi que les Pokémon Paradoxe, qui sont une famille de Pokémon se divisant en deux groupes : les Pokémon provenant du passé et ceux provenant du futur.

## Médias
À l'origine, la franchise était uniquement constituée des deux jeux sortis au Japon. Elle s'est également exploitée sous forme d'anime, de mangas, et de jeux de cartes à collectionner. Quel que soit le support, le concept reste toujours le même,.

### Jeux vidéo

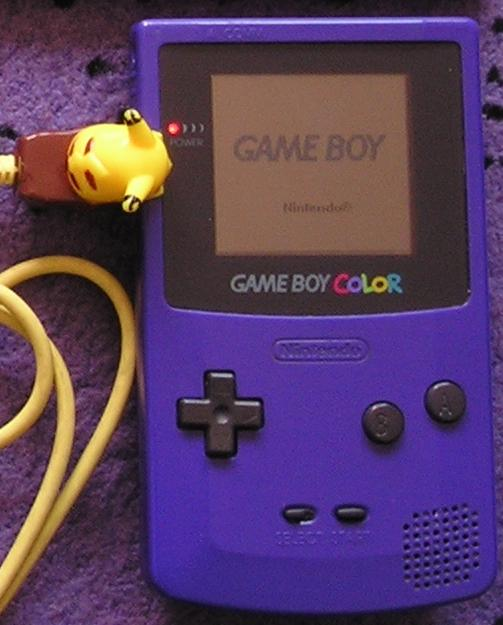
Une Game Boy Color avec un câble link Pikachu.

La série de jeux vidéo Pokémon, commencée en 1996 au Japon avec Pocket Monsters, contient à ce jour près d'une soixantaine de jeux sortis sur Game Boy, Game Boy Color, Nintendo 64, Game Boy Advance, GameCube, Wii, Nintendo DS, Nintendo 3DS, Wii U et Nintendo Switch. Le premier duo de jeux, Pokémon Rouge et Pokémon Bleu, a été vendu à plus de 30 millions d'exemplaires, ce qui en fait, à l'époque, la seconde meilleure vente,,. Le dernier duo en date, Pokémon Ecarlate et Pokémon Violet, est sorti sur Nintendo Switch le 18 novembre 2022, pratiquement un an après son prédécesseur : Pokemon Epée et Pokemon Bouclier.
L'idée d'un jeu en ligne massivement multijoueur a été évoqué en 2009, néanmoins, Junichi Masuda rappelle que « L'échange est un concept central de Pokémon. Donc, quand vous faites un échange, vous rencontrez un ami et décidez de quel Pokémon vous allez vous échanger réciproquement. Il faut mettre l'accent sur la communication réelle entre les joueurs. Vous ne vous voyez pas quand vous êtes tous deux en ligne », ce qui est incompatible avec le MMO.
En octobre 2010, selon les statistiques de Nintendo, la série de jeux vidéo se serait vendue à 215 millions d'exemplaires à travers le monde.
En juillet 2016 sort le jeu Pokémon Go développé et édité par Niantic pour smartphones et tablettes tactiles. Il propose un gameplay adapté au mobile et basé sur une architecture massivement multijoueur. Le jeu demande aux joueurs de rechercher des Pokémon dans le monde réel à l'aide de la géolocalisation. Une fois trouvés, ceux-ci apparaissent sur l'écran en réalité augmentée. Le succès de ce jeu est phénoménal et planétaire : en quelques jours, le jeu devient l'une des applications les plus utilisées (dépassant par exemple le nombre d'utilisateurs quotidiens actifs de Twitter aux États-Unis).
Le développement de l'e-sport dans les années 2000 a aussi entraîné avec lui toute la vague Pokémon. Les premiers tournois ont débuté avec la série et nombreuses sont les communautés sur internet qui s'intéressent au métagame complexe des jeux vidéo Pokémon.

### Séries et films
Pokémon, la série a été créée au Japon à la suite de la popularité du premier jeu vidéo, et fut diffusée pour la première fois sur TV Tokyo le 1er avril 1997,,. La série fut introduite à l'étranger à partir de 1998, et fut en grande partie responsable du programme télévisé Kids' WB, sur The CW Television Network. La série continue le concept des jeux vidéo, suivant les aventures de Sacha et son ambition de devenir un jour maître Pokémon. La série est maintenant diffusée sur Canal J, Gulli, M6, MCM et Cartoon Network. Elle connaît à la fin de 2018 sa vingt-deuxième saison et son millième épisode fin 2017. Ces vingt-trois saisons sont séparées en sept cycles : Pocket Monsters (saisons 1 à 5), Advanced Generation (saisons 6 à 9), Diamant et Perle (saisons 10 à 13), Noir et Blanc (saisons 14 à 16), XY (saisons 17 à 19), Soleil et Lune (saisons 20 à 22) et Pocket Monsters (saison 23).
Une série diffusée en parallèle à la série principale, Pokémon Chronicles, est diffusée en tant que spin-off. La majeure partie de la série, diffusée uniquement en Occident, est tirée du Weekly Pokémon Broadcasting Station, qui diffusait ces épisodes spéciaux en même temps qu'était rediffusé l'anime original, depuis octobre 2002.
Deux téléfilms ont également été diffusés. Ils incluent Le Retour de Mewtwo (Mewtwo Returns) en 2001 et Le Maître des mirages (The Mastermind of Mirage Pokémon) en 2006.
De plus, vingt longs métrages dérivés de la franchise sont sortis, dont certains uniquement au Japon. Le premier, Pokémon, le film : Mewtwo contre-attaque est sorti en 1998 au Japon et en 2000 en France. Celui-ci fait 2 224 456 entrées au cinéma en France. Tout comme la série animée, les films racontent les aventures du dresseur Sacha et de ses compagnons.
Le quatrième, sixième et septième film ne bénéficie pas de doublage français correspondant au reste des films et de la série, au grand désarroi des fans de la saga. En effet, ceux-ci ont été doublé par un autre studio de doublage français. Aurélien Ringelheim et les principaux comédiens de doublage habituel n'ont pas été sollicité. Les spectateurs espèrent un jour le re doublage des films manquants, afin qu'il y est une concordance avec la saga.
Le 8 mai 2019, un film dérivé de la série de jeux vidéo, Pokémon : Détective Pikachu, premier film Pokémon en prise de vues réelles, est sorti pour la première fois en France. Il raconte l'histoire de Tim Goodman partant à la recherche de son père, Henry, disparut. En chemin, il rencontre le partenaire de son père : un Pikachu avec lequel il peut communiquer. Ensemble, ils partiront à la recherche de Henry et découvriront malgré eux, l'existence d'un vaste complot visant à détruire la vie paisible de la cohabitation entre les humains et les Pokémons.

### Cartes à jouer et à collectionner
Le jeu de cartes à collectionner Pokémon a été créé par Tsunekazu Ishihara, propriétaire de Creatures, à la suite du succès de Pocket Monsters en 1996,,. Le jeu de cartes a été exporté avec les autres jeux et la série à l'étranger à partir de début 1999, et a été édité par Wizards of the Coast,. Après la sortie de Pokémon Rubis et Saphir, Nintendo a récupéré la propriété des cartes et commencé à se charger de la distribution à travers sa société The Pokémon Company. Le jeu de cartes Pokémon est pratiqué dans de nombreuses conventions et tournois au Japon, aux États-Unis et en Europe. En 2007, un jeu de figurines à jouer et à collectionner a été lancé, et accueilli avec enthousiasme par les fans américains.

### Mangas
Depuis ses débuts, la franchise Pokémon s'est déclinée en de nombreux mangas, qui adaptent de manière plus ou moins libre l'univers du jeu vidéo ou du dessin animé. Ils sont publiés au Japon par Shōgakukan et traduits en anglais par VIZ Media et Chuang Yi. Deux séries se distinguent par leur longévité puisque originellement parus à l'époque de Pokémon Rouge et Vert, elles continuaient à être publiées lors de la sortie de Pokémon Noir et Blanc.
D'une part, Pocket Monsters (ポ ケットモンスター, Poketto Monsutā), de Anakubo Kōsaku, est une série humoristique assez éloignée de l'intrigue classique de Pokémon, mettant en scène un dresseur du nom de Red et ses deux Pokémon, un Mélofée (Clefairy) grossier et insupportable et un Pikachu. La série est extrêmement populaire au Japon, où les ventes atteignent 3 millions d'exemplaires ; les personnages du manga font même une apparition sous forme de dessin animé dans une courte séquence de l'épisode 362 de la série télévisée.
D'autre part, Pocket Monsters Special (ポケットモンスタースペシ, Poketto Monsutā Supesharu) scénarisé par Hidenori Kusaka et dessiné par Satoshi Mato puis Yamamoto Satoshi, est une série d'aventures qui reprend au plus près l'intrigue des jeux vidéo : à chaque nouveau jeu correspond un nouvel arc narratif mettant en scène un nouveau héros qui porte le nom de la version (Red, Yellow, Gold, etc.). Chacun des chapitres de la série a pour titre le nom d'un Pokémon précédé de la mention « VS. ».
Seules trois séries de manga ont été traduites en français et publiés par Glénat entre 1999 et 2002 : Pokémon : Attrapez-les tous ! de Miho Asada, Pikachu Adventures ! de Yumi Tsukirino et Pokémon La grande aventure !, traduction de Pocket Monsters Special. En 2011, la maison d'édition Kurokawa a repris l'édition de la série Pocket Monsters Special avec l'arc Pokémon Noir et Blanc, avant de publier les arcs Rouge, Bleu et Vert, Jaune, ainsi que Rubis et Saphir en 2014,. Mais également l'arc Or et Argent qui a été finalisé en octobre 2016 et l'arc X et Y dont le sixième et dernier tome est sorti en mai 2017.

## Accueil
Pokémon eut un impact culturel très important dans les pays où il a été introduit, dont le Japon, les États-Unis, et plusieurs pays européens.
Pokémon est en tête du classement des licences les plus rentables de tous les temps avec 105 milliards de dollars de chiffre d'affaires à ce jour (2021).
Les médias ont appelé cette frénésie envers les Pokémon, la Pokémania,. Pokémon est un exemple-type de la mondialisation par les Japonais dans l'industrie vidéoludique,.

### Marketing

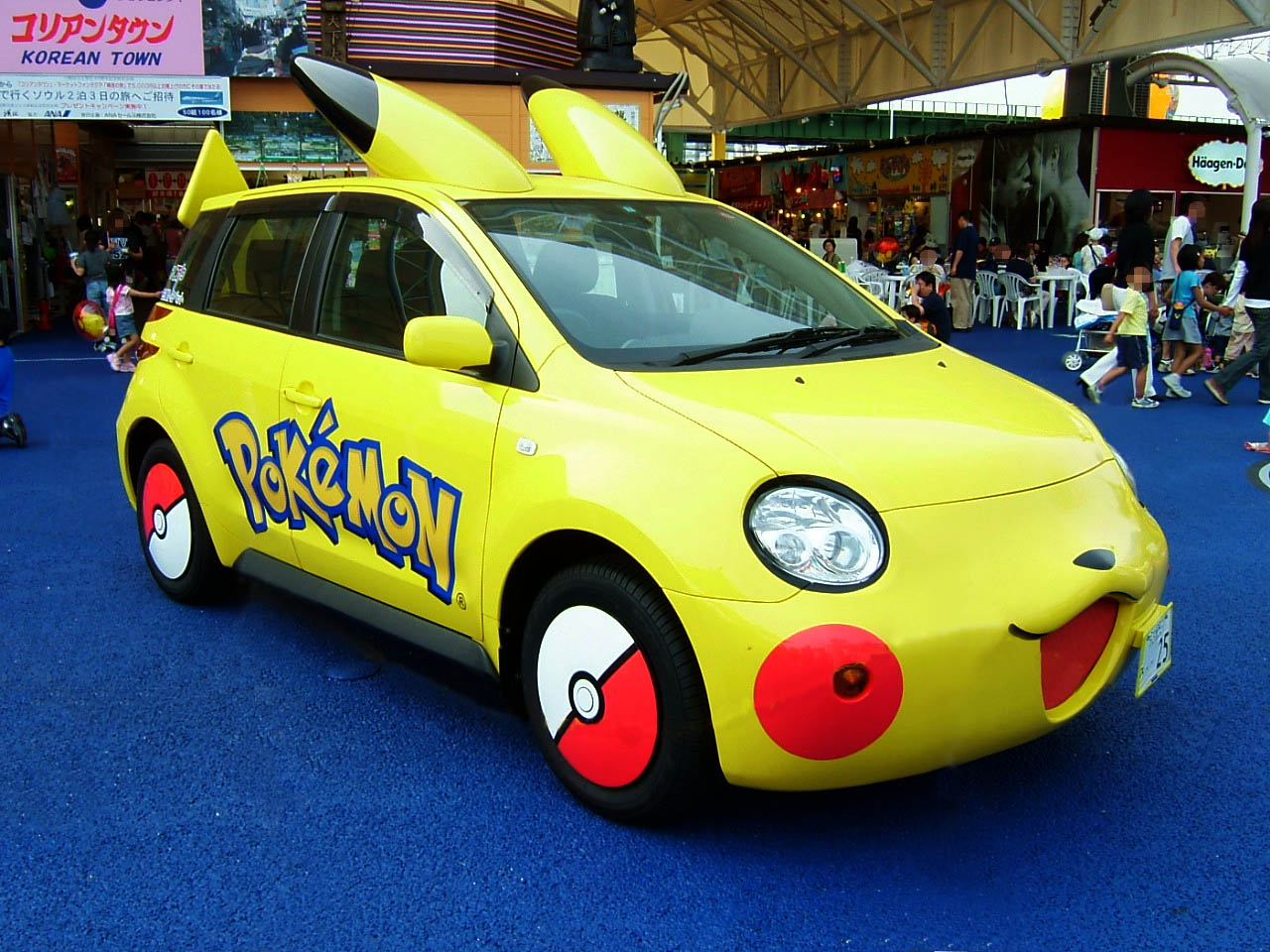
Une automobile Toyota aux couleurs et à la forme de Pikachu.

Bien que Satoshi Tajiri soit considéré comme le créateur des premiers jeux, Tsunekazu Ishihara, des studios Creatures, est souvent vu comme l'homme derrière la stratégie marketing des médias Pokémon. Pocket Monsters, sorti au Japon en 1996, avait d'abord reçu peu d'attention, mais a grandi en popularité grâce au bouche à oreille. Le jeu était vendu en deux versions, Rouge et Vert. Certaines sortes de Pokémon n'étant disponibles que dans une des versions, le joueur se voit obligé d'échanger avec un joueur ayant l'autre version, ce qui ne pouvait être fait qu'avec le câble link vendu séparément,.
Les produits dérivés prennent rapidement une importance majeure pour la licence. Pour promouvoir les jeux, Nintendo s'arrangea avec Shōgakukan pour que des mangas reprenant l'univers du jeu vidéo paraissent dans le magazine Koro-Koro, lu à l'époque par environ un enfant japonais sur quatre,. Certaines de ces bandes dessinées furent traduites en anglais et vendues en Amérique du Nord. Shōgakukan créa également la série animée qui, grâce à sa popularité au Japon, augmenta les ventes des jeux. Des longs métrages, des CD, des cassettes et autres produits dérivés furent vendus en parallèle à la série, et la franchise Pokémon se réserve tous les droits de sa marque de commerce. La licence pour le jeu de cartes à jouer Pokémon Trading Card Game est concédé à Wizards of the Coast, leader mondial dans le domaine. Ce jeu fait appel à la fois aux concepts de collection et de duel présents dans les jeux vidéo et incite le client à s'acheter de nouveaux paquets en incluant une carte puissante dans chaque paquet de dix cartes. Lors de la sortie de Pokémon Rouge et Bleu en Europe, en octobre 1999, les produits dérivés représentaient un chiffre d'affaires mondial de 4,5 milliards de dollars, soit le triple de celui des jeux vidéo, alors que ces recettes ne représentent généralement que 50 % du chiffre d'affaires pour un autre jeu vidéo. Entre 1999 et 2012, en France, la franchise Pokémon rapporte un chiffre d'affaires variant de 40 à 90 millions d'euros selon les années.

Un avion ANA Boeing 747-400 décoré de différentes sortes de Pokémon dont Pikachu et Mélofée.

À l'origine, Nintendo avait des craintes quant au succès de Pokémon aux États-Unis, notamment à cause de différences culturelles. Étant donné que Pokémon n'était pas seulement une série de jeux vidéo mais un phénomène culturel, son implantation en Amérique du Nord fut planifiée minutieusement,. Bien que les décisions majeures eurent lieu en 1997, les plans concrets d'adaptation culturelle et linguistique furent mis au point au début de 1998. Pikachu étant un personnage clé de l'image de la franchise, son nom original fut utilisé dans tous les marchés, tandis que la majorité des autres noms furent traduits. C'est pendant cette arrivée aux États-Unis que la franchise commença à utiliser officiellement le terme Pokémon, ayant utilisé Pocket Monsters auparavant. L'utilisation d'un accent aigu sur le E, présent dans tous les pays utilisant l'alphabet latin, indiquait que la voyelle devait être prononcée, mais les anglophones eurent du mal à savoir quelle était sa prononciation exacte. La série, quant à elle, a été traduite et éditée pour l'alléger de connotations japonaises. Contrairement au Japon, la stratégie employée aux États-Unis consistait à sortir les jeux vidéo, la série et les autres produits dérivés simultanément et de promouvoir la franchise en général plutôt que des produits individuels. La série fut lancée aux États-Unis le 9 septembre 1998 suivie par les jeux vidéo le 28 septembre ; le phénomène gagna rapidement l'Amérique avec le slogan « Gotta catch 'em all! », traduit en français par « Attrapez les tous,,. » Une stratégie semblable fut employée un an plus tard lors de la sortie de Pokémon Rouge et Bleu en France, avec la mise en avant des produits dérivés lors d'une campagne de communication de grande ampleur qui coûta quelque 20 millions de francs (3 millions d'euros) à Nintendo.

### Impact culturel

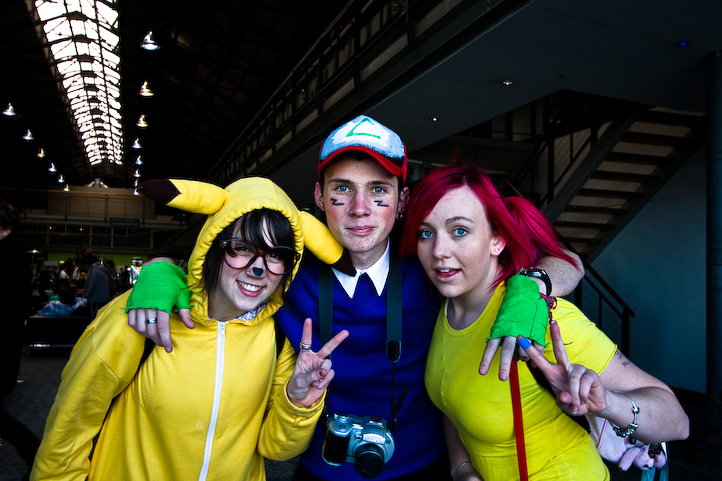
Trois personnes en cosplay de Pikachu, Sacha et Ondine de la série animée Pokémon.

Pokémon eut un impact culturel très important dans de nombreux pays où il fut importé. Au Japon, Pokémon devint populaire, vendant plus d'un million d'exemplaires de Pocket Monsters en 1996, sans que Nintendo ait eu besoin de financer sa publicité. Au Tokyo Game Show de 1997, les joueurs pouvaient obtenir le Pokémon Mew en le téléchargeant sur leur jeux. La file d'attente était de 4 kilomètres, et certains campèrent devant le salon,,. En arrivant aux États-Unis, les versions Rouge et Bleu se vendirent à plus de 200 000 unités en quinze jours, puis continuèrent à se vendre à une moyenne de 800 000 unités par mois. Ces deux versions devinrent les jeux les mieux vendus par Nintendo, puis les jeux les mieux vendus dans l'histoire du jeu vidéo, et Pokémon Pinball fut le jeu Game Boy s'étant vendu le plus rapidement, avec plus de 262 000 unités vendues en 20 jours,,,. La série et les jouets distribués par Hasbro furent eux aussi des succès commerciaux, tant que la série fut l'émission pour enfants la plus demandée par les chaînes de télévision et que Hasbro dépassa son concurrent principal, Mattel, en 2000. Les jeux furent tellement populaires que Hasbro était incapable d'assembler suffisamment de jouets pour satisfaire la demande,. Wizards of the Coast eut le même problème avec le jeu de cartes à collectionner, et a vendu plus de 50 millions de cartes entre janvier et mars 1999. Une patrouille de trois Coccinelles personnalisées pour ressembler à Pikachu fut utilisée pour la promotion de la sortie du jeu de cartes les 9 et 10 janvier. En juillet 1999, Pokémon avait généré plus de 5 milliards de dollars, et 152 milliards de dollars en 2005.
Le phénomène nommé Pokémania toucha aussi des pays européens, comme la France, où les versions Rouge et Bleu furent les jeux les plus vendus de 1999, et le million d'exemplaires vendus fut atteint en juin 2000, moins d'un an après son lancement en France. La série animée fut l'émission pour enfants la plus regardée dans plusieurs pays, dont les États-Unis, l'Australie, le Japon, et le Canada. Après son arrivée en Europe et aux États-Unis, Pokémon s'affirma en tant que phénomène culturel majeur, apparaissant dans la version américaine et française de Qui veut gagner des millions ? ou encore dans South Park. Divers produits dérivés furent vendus, dont des chewing-gums, des bonbons, des vêtements, des porte-clefs, et des stylos. All Nippon Airways exemplifia aussi l'importance du phénomène en peignant des Pokémon sur neuf Boeing 747.
Le phénomène touche également le monde des sciences puisque actuellement[Quand ?], quinze espèces animales et deux genres découverts après le lancement de la franchise se sont vus attribuer le nom anglais d'une espèce de Pokémon au sein de leur nom scientifique. La mascotte Pikachu a également donné son nom à une protéine, la pikachurine, ainsi qu'à un virus informatique, le virus Pikachu.
La rivalité de la franchise Digimon a été marquée avec celle des Pokémon durant sa sortie. Décrit comme « l'autre « mon » » par Juan Castro d'IGN, Digimon n'a pas eu le même succès international que celui des Pokémon, mais la franchise possède cependant un très grand nombre de fans à travers le monde. Lucas M. Thomas d'IGN explique ce moindre succès par la complexité des plus nombreuses évolutions et rétro-évolutions possibles (la digivolution) par rapport aux évolutions des Pokémon sans régressions et rendues lisibles par le principe de constantes compétitions et comparaisons. Certaines similitudes conceptuelles et stylistiques ont été notées entre les deux franchises par certains sites tels que GameZone. Un débat parmi les fans des deux partis existe concernant des discussions éventuelles sur laquelle des deux franchises est apparue en premier. Dans l'actualité, les deux premiers médias Pokémon, Pokémon Rouge et Bleu, sont initialement parus le 27 février 1996 au Japon alors que le premier média de Digimon, le virtual pet n'est paru que le 26 juin 1997.

## Critiques et controverses
Depuis son succès en 1996, la franchise Pokémon fut plusieurs fois critiquée. Certaines écoles aux États-Unis choisirent de bannir les jeux et cartes Pokémon car elles considéraient qu'ils provoquaient une attitude obsessionnelle et violente chez certains enfants.
Nintendo s'est censuré pour éviter des controverses : la position des bras de Registeel est différente en Allemagne, car elle ressemblait à un salut nazi.

### Violence chez les enfants
Bien que les médias de la franchise envoient un message de tolérance et de non-violence, certains considèrent que Pokémon est responsable de nombreux comportements violents chez les enfants,. Les médias ont ainsi rapporté des cas d'enfants âgés de neuf à quinze ans qui faisaient usage de la violence physique ou du vol à l'étalage pour se procurer des cartes Pokémon, et certaines cartes rares pouvaient même se négocier autour de 100 dollars,. Dans un cas extrême, à Long Island en 1999, un enfant de 11 ans a même poignardé un de ses camarades qui essayait de lui voler ses cartes. Les critiques du jeu de cartes avancent l'hypothèse que ce jeu est une forme de jeu de hasard pour enfants, et devrait donc être interdit par la loi. Certains pointent du doigt la nature combative des matches Pokémon et son influence sur le comportement des enfants, bien que les Pokémon ne meurent pas pendant les combats et qu'aucun sang n'est montré. Les jeux vidéo et la série animée n'ont pas été liés à des violences particulières, bien qu'un homme en Caroline du Nord ait agressé un employé de Burger King car il n'avait pas reçu de jouet Pokémon avec son repas,.

### Épilepsie photosensible
Le 16 décembre 1997, un épisode de la série animée fut diffusé au Japon et provoqua des malaises et convulsions chez plus de 700 personnes, principalement des écoliers,,,. Plus de 200 personnes restèrent hospitalisées pendant plus de 24 heures pour cause de symptômes épileptiques. Les symptômes présents étaient ceux d'une crise d'épilepsie ainsi que ceux d'une hystérie collective. Après investigation, il s'est révélé que ce qui avait déclenché ces symptômes était une scène de l'épisode où un éclair clignotant en rouge et en bleu apparaissait pendant cinq secondes lors d'un combat entre Pikachu et Porygon,. L'épisode fut banni au Japon et dans le reste du monde, et marque la dernière apparition de Porygon dans la série animée. Il n'a jamais été prévu de diffuser l'épisode en dehors du Japon. Cependant le titre de l'épisode en question, Dennō Senshi Porigon (でんのうせんしポリゴン), a été traduit en français par « Le soldat virtuel Porygon ! ». À la suite de cela, Pokémon n'a pas été diffusé durant un an.

### Utilisation du svastika

Un svastika est un symbole de fortune en Asie, mais une fois mis à l'envers, le svastika ressemble au symbole du nazisme en Occident.

Lors de la sortie de la franchise en Occident, la présence du manji sur une carte japonaise du Pokémon Trading Card Game, a été à l'origine d'une controverse, notamment avec la communauté juive. En effet, ce symbole évoque directement le svastika, surtout connu en Occident car les nazis l'utilisaient, à l'envers, comme symbole. Ce symbole avait été incorporé uniquement dans les cartes japonaises, ne possédant pas la même connotation en Asie, et c'est par le biais de la vente illégale que ces cartes se sont retrouvées aux États-Unis. Nintendo a estimé qu'il s'agissait d'un problème culturel, le svastika étant utilisé en Asie comme symbole de bonne fortune par le bouddhisme,,, le svastika rouge étant utilisé par une association humanitaire chinoise depuis 1922.

### Critiques religieuses
Pokémon a fait l'objet de condamnations des religieux fondamentalistes de diverses confessions, qui le considérait comme contraire à leur foi. Le fait que les Pokémon « évoluent » a notamment été visé par des religieux prônant une lecture littérale des textes religieux décrivant la création du monde (créationnisme) et refusant la théorie de l'évolution. La manière dont les Pokémon se battent a aussi été corrélée avec le principe de survie du plus adapté. L'évolution des Pokémon est en fait une métamorphose, au même titre que l'enfant devient adolescent et l'adolescent un adulte ; de plus l'évolution au sens de la biologie est bien plus lente que toutes les utilisations de cette idée en science-fiction. Les critiques contre l'évolution des Pokémon sont même devenues un sujet de plaisanterie chez les adversaires des créationnistes.
Certains groupes protestants ont vu dans Pokémon une inspiration satanique. Certains parallèles sont faits entre Pokémon et le satanisme, le paganisme, ou encore l'occultisme,. Des exemples sont l'utilisation de pierres « magiques » pour faire évoluer certains Pokémon, la récurrence de concepts issus de traditions asiatiques que certains groupes chrétiens considèrent comme des rites païens,. Certains voient les Pokémon comme des démons invoqués par leur dresseur pour leur rendre des services.
En Arabie saoudite, une fatwa du grand mufti Abdelaziz ben Abdallah Al ach-Cheikh a interdit l'ensemble des produits Pokémon dans le pays en 2001. Il les assimile notamment à des jeux d'argent, interdits par l'islam, les accuse de « posséder les esprits » des enfants, de promouvoir le darwinisme et dénonce la présence sur les cartes de jeux d'« étoiles à six branches, symbole du sionisme international et de l'État d'Israël » et de « croix sous différentes formes »,. À Oman, au Qatar, à Dubaï, en Jordanie et en Égypte, de nombreux guides musulmans ont déclaré que Pokémon était « religieusement inacceptable » et des rumeurs dans de nombreux pays arabes affirmaient que « Pokémon » signifiait « Je suis juif » en japonais ; plus généralement, beaucoup ont évoqué une conspiration juive,.
Le Vatican a en revanche approuvé Pokémon, via Sat 2000 (it) (la chaîne de la Conférence épiscopale italienne), comme un jeu qui stimule l'imagination des enfants, « sans effets secondaires indésirables sur leur moralité », et qui met en scène « des liens amicaux intenses ».